# Tasmanentulus
Tasmanentulus es un género de Protura en la familia Acerentomidae.

## Especies
- Tasmanentulus intermedius Tuxen, 1986
- Tasmanentulus similis (Tuxen, 1967)
- Tasmanentulus tasmanicus (Tuxen, 1967)